# Torbanlea
Torbanlea – miasto w Australii, w stanie Queensland.